# Caenocrepis
Caenocrepis är ett släkte av steklar som beskrevs av Thomson 1878. Caenocrepis ingår i familjen puppglanssteklar.
Kladogram enligt Catalogue of Life och Dyntaxa:
| Caenocrepis | \| \| Caenocrepis arenicola \| \| \| \| \| \| Caenocrepis bothynoderi \| \| \| \| |
|             | \| \| Caenocrepis arenicola \| \| \| \| \| \| Caenocrepis bothynoderi \| \| \| \| |
|             | Caenocrepis arenicola                                                             |
|             |                                                                                   |
|             | Caenocrepis bothynoderi                                                           |
|             |                                                                                   |